# Мин
Вижте пояснителната страница за други значения на Мин.
Великата Мин (на китайски: 大明, на пинин: Míng Cháo) е династия, управлявала Китай от 1368 до 1644 година след падането на монголската династия Юен. Епохата на Мин, „една от най-великите ери на уредено управление и обществена стабилност в човешката история“, е предпоследната императорска династия в Китай и последната, основана от етнически китайци. Макар че столицата на Мин Пекин е превзета през 1644 година от бунтовниците на Ли Дзъчън, а малко по-късно там се утвърждава манджурската династия Цин, местни владетели, лоялни към династията Мин и наричани с общото наименование Южна Мин, се задържат в различни части на страната до 1662 година.
При управлението на Мин Китай изгражда силен военен флот и едномилионна постояннодействаща армия. Макар че частната презморска търговия и дори официални трибутарни мисии да съществуват и през предходните периоди, трибутарният флот, воден от мюсюлманския евнух Джън Хъ надхвърля по своите мащаби всички подобни дотогавашни начинания. В страната се реализират огромни строителни проекти, като възстановяването на Великия канал и Великата стена и създаването на Забранения град. Оценките за населението на империята на Мин варират между 160 и 200 милиона души.
Хуну, първият император от династията Мин, прави опит да изгради общество от самозадоволяващи се селски общности с фиксирана социална система, която не се нуждае от търговията и занаятчийското производство на градските центрове. Възстановяването на китайското земеделие и усилването на комуникациите чрез милитаризирана пощенска система довежда неумишлено до появата на големи излишъци от селскостопанска продукция, която може да бъде продавана на пазарите, появили се по дължината на куриерските пътища, и селската култура и търговия са подложени на влиянието на градовете. Висшите слоеве на обществото и особено образованото съсловие шъншъ също е силно повлияно от тази нова консуматорска култура. Скъсвайки с традицията, търговските семейства започват да обучават децата си за служба в държавната бюрокрация и възприемат културни практики, характерни за по-висшето съсловие шъншъ. Успоредно с тези промени в съсловната структура и стопанския живот промени протичат и в политическата философия, държавното устройство и дори в изкуствата и литературата.
През 16 век в стимул за икономиката на империята на Мин се превръща търговията с португалците, испанците и нидерландците. Китай се включва в новата глобална търговия на стоки, животни и земеделски култури, станала известна като Колумбов обмен. Търговията с Европа и Япония довежда до значителен приток на сребро, което измества медта и хартиените банкноти като масово разменно средство. През последните десетилетия от управлението на Мин притокът на сребро силно се забавя, което подкопава държавните приходи и цялата икономика на страната. Към тези стопански затруднения се добавят ефектите върху селското стопанство от засилващия се Малък ледников период и поредица от природни бедствия и епидемии. Последвалият срив в авторитета на държавата и в жизнения стандарт на хората дава възможност на различни бунтовници да оспорват властта на Мин и в крайна сметка да унищожат династията.

## История

### Установяване на династията

#### Въстание срещу Юен и съперничество между бунтовниците
Управлението на династията Мин е предшествано от това на династията Юен, наследник на Монголската империя. Наред със системната етническа дискриминация срещу китайците хан, предизвикваща недоволство и бунтове, сред непосредствените причини за падането на Юен са тежкото данъчно облагане, високата инфлация и големите наводнения по течението на река Хуанхъ в резултат на занемарените мелиоративни съоръжения. Вследствие на тези събития икономиката изпада в колапс, а стотиците хиляди селяни, мобилизирани за поправянето на дигите на Хуанхъ, започват да се бунтуват срещу властите.
Още през 1351 година избухва Въстанието на Червените забрадки, в което се включват много етнически китайци, свързани с тайната будистка организация Бял лотос. Джу Юенджан, беден селянин и будистки монах, се присъединява към Червените превръзки през 1352 година, но малко по-късно си създава репутация в движението, след като се жени за осиновената дъщеря на един от бунтовническите командири. През 1356 година силите на Джу завземат град Нандзин, който по-късно става първата столица на империята Мин.
Докато империята на Юен се разпада, съперничещи си бунтовнически групи се борят за контрол над страната и за възможността да установят нова владетелска династия. През 1363 година Джу Юенджан елиминира своя най-силен съперник Чън Йоулян, разгромявайки го в битката на езерото Поян, определяна понякога като най-голямата морска битка в историята. Използвайки масово брандери, Джу и 200-хилядния му флот успяват да победят трикратно по-многочислените сили на Чън. Тази победа превръща Джу Юенджан в безспорен владетел на долината на Яндзъ, заздравявайки позициите му на юг.
След като през 1367 година ръководителят на Червените превръзки умира при неясни обстоятелства, докато гостува на Джу Юенджан, той се превръща в неоспорим водач на бунта. Джу заявява претенциите си за императорската титла, като на следващата година изпраща своята армия срещу столицата на Юен Пекин. Последният император на Юен е принуден да се оттегли на север към Шанду. Джу Юенджан опожарява столицата на Юен, след което обявява установяването на новата династия Мин, а себе си за император под името Хуну.

#### Управление на император Хуну
Хуну незабавно полага усилия за възстановяване на инфраструктурата на държавата. Той построява градски стени около Нанкин, с дължина 48 km, както и нови дворци и административни зали. „История на Мин“ посочва, че още през 1364 г. Джу Юенджан започва изготвянето на нов конфуциански правен кодекс, „Да Мин Лу“, който е завършен през 1397 г. и използва някои положения от стария кодекс на Тан от 653 г. Хуну организира военна система, известна като вейшо, която е подобна на системата фу бин при династия Тан (618 – 907 г.).
През 1380 г. Хуну екзекутира канцлера Ху Уей Юнг по подозрение в заговор, а след това премахва канцлерството и поема сам тази роля, едновременно и император – прецедент, следван през целия период Мин. С нарастващо подозрение към министрите и подчинените си, Хуну установява Джини Уей, мрежа на тайната полиция, набирана от собствената му дворцова охрана. Те са частично отговорни за убийствата на около 100 000 души в няколко чистки в продължение на три десетилетия от управлението на императора.

#### Югозападната граница
В Цинхай, саларите мюсюлмани доброволно приемат управлението на династията Мин, като техните лидери капитулират около 1370 г. Уйгурските войски на Хала Баши потъпкват въстанието на Миао пред 1370-те и се заселват в Чанде, Хунан. Мюсюлманските войски на Хуей също се заселват в Чанде, след като служат на Мин в кампании срещу други племена. През 1381 г., династията Мин анексира редица области на югозапад, които някога са били част от Царство Дали. Хуейските войски, под командването на генерал Mу Юн, който е назначен за управител на Юнан, са преселени в региона като част от усилията за колонизиране на района. До края на 14 век, около 200 хиляди военни колонисти са заселени на около 2 млн. му (350 хил. акра) на земите на днешните провинции Юнан и Гуейджоу. През по-късни периоди, в района идват още около половин милион китайски заселници. Тези миграции довеждат до съществена промяна в етническата облик на региона, тъй като повече от половината от населението вече е от нехански произход. Недоволството от политиката на такива огромни промени в броя на населението и присъствието на правителството предизвикват бунтове на народите мяо и яо през 1464 – 1466 г., които са смазани от 30-хилядна армия на Мин (включваща 1000 монголи), дошли на помощ на 160-те хиляди местни войска в Гуанси. След като ученият и философ Ван Янмин, управител на провинцията, потушава друг бунт в региона, той се застъпва за единна администрация на китайците и местните етнически групи, която да доведе до китаизация на местните народи.

#### Отношения с Тибет
Минши, официалната история на династията Мин, събрана по-късно от династия Цин през 1739 г., твърди, че династия Мин създава пътуващи надзорници, които да наблюдават работата на тибетската администрация, подновяват титлите на бившите служители от тибетската династия Юен и предоставя нови титли на водачите на будистките секти в Тибет. Въпреки това, Таръл Уайли твърди, че цензурата в Минши, насочена в полза на укрепването на престижа и репутацията на минските императори на всяка цена, обърква нюансираната история на китайско-тибетските отношения по време на епохата на Мин.
Съвременните учени все още обсъждат дали династията Мин наистина е имала суверенитет над Тибет, тъй като някои смятат, че това е връзка на слаб сюзеренитет, която до голяма степен е прекъсната, когато император Джу Хуцун (управлявал от 1521 до 1567 г.), преследва будизма в полза на даоизма, а други твърдят, че значителния религиозен характер на връзките на двора на Мин с тибетските лами е слабо представен в съвременната наука. Трети подчертават търговския аспект на отношенията, отбелязват недостатъчната наличност на коне на династията Мин и необходимостта ѝ да поддържа търговията на чай за коне с Тибет.
Мин започва спорадичната си въоръжена намеса в Тибет през 14 век, а от време на време тибетците оказват въоръжена съпротива срещу набезите на династията.Патриша Ибрей, Томас Леърд, Ван Джиауей и други сочат, че династията Мин не поддържа постоянни гарнизони в Тибет, за разлика от бившата монголска династия Юен. Император Юнлъ (управлявал от 1572 до 1620 г.) прави опити да възстанови китайско-тибетските отношения в навечерието на монголско-тибетския съюз, сключен през 1578 г., който засяга външната политика на последвалата династия Цин (1644 – 1912) при подкрепата ѝ за Далай Лама от сектата на жълтите шапки. Към края на 16 век, монголците се оказват в позицията на въоръжените защитници на Далай Лама, като увеличаването на присъствието им в региона Амдо кулминира в завладяването на Тибет през 1642 г. от Гуши Хан.

### Император Юнлъ
Император Хуну посочва внука си Джу Юнвен като свой наследник, и той заема трона като император Джу Юнвен (1398 – 1402), след смъртта на Хуну през 1398 г. Най-могъщият от синовете на стария император, Джу Дъ, не е съгласен с това и скоро избухва конфронтация за властта между него и племенника му. След като Юнвен арестува много от помощниците на Джу Дъ, той тайно организира бунт, който предизвиква три години гражданска война. Под претекст за спасяването на младия император от корумпираните му служители, Джу Дъ лично въвежда войските си в бунта. Дворецът в Нанкин е изгорен до основи, заедно със самия Юнвен, жена му, майка му и придворните му. Джу Дъ заема трона като император Юнлъ (1402 – 1424); управлението му се разглежда от учените като „второто основаване“ на династията Мин, тъй като той отменя много от политиките на баща си.
Юнлъ оставя Нанкин като втора столица и през 1403 г. обявява, че новата столица на Китай ще бъде в средището му на власт – Пекин. Изграждането на нов град продължава от 1407 до 1420 г., и по работят стотици хиляди работници дневно. В центъра на града е политическата пресечна точка на Имперския град, а в неговия център е Забранения град – двореца на императора и неговото семейство. До 1553 г., на юг е добавен Външният град, който довежда общата площ на Пекин до 4 – 4½ квадратни мили.
Юнлъ също така използва Съкровищния флот на Джън Хъ да разшири китайската търговска система по-далеч от когато и да е било, използва печатане с дървени блокчета да разпространява китайската култура, и използва армията си (особено кавалерията) да разшири границите на Китай на север в Манджурия и на юг във Виетнам.
През 1405 г. императорът назначава доверения си евнух Джън Хъ (1371 – 1433) като адмирал на гигантска флотилия от нови кораби, определена за международна търговска и дипломатическа делегация. Китайците се изпращали дипломатически мисии по суша на запад още по времето на династия Хан (202 г. пр.н.е. – 220 г.), и в продължение на векове са извършвали частна отвъдморска търговия по целия път до бреговете на Източна Африка (най-вече при династиите Сун и Юен), но преди никога не са извършвали търговска мисия, финансирана от правителството и в такива размери. За да обслужат седемте мисии в чужбина, от 1403 до 1419 г. корабостроителниците в Нанкин построяват над две хиляди кораба, които включват големи кораби-съкровищници с размери от 112 до 134 m на дължина и от 45 до 54 m на ширина.

### Катастрофата в Туму и въстанието на Цао Цин
През юли 1449 г., ойратският монголски вожд Есен Тайши започва нашествие в Китай. Главният евнух Уан Дзен насърчава император Джу Джичен (управлявал от 1435 до 1449 г.) да поведе лично силите си, за да се изправи срещу монголите след неотдавнашното поражение на Мин. Начело на армия от 50 000 души, императорът напуска столицата и оставя полубрат си Чен Уан като временен регент. На 8 септември, Есен разбива китайската армия и пленяват Джу Джичен – събитие, известно като „катастрофата в Туму“. Монголите задържат императора за откуп. Той обаче е осуетен, тъй като Чен Уан заема престола под името Джу Циюй (управлявал от 1449 до 1457 г.). Монголите са отблъснати, след като доверения на императора министър Ю Цян придобива контрол над въоръжените сили на Мин. Задържането на император Джу Джичен в плен се оказва безполезно за монголите, докато друг заема трона му, така че те го пуснат обратно в Китай. Бившият император е поставен под домашен арест в двореца до преврата срещу Джу Циюй през 1457 г., известен като „Инцидентът при портата“. Император Джу Джичен си възвръща трона под новото име Тяншун и управлява до 1464 г.
Повторното му управление се оказва изпълнено с трудности – монголските сили в рамките на военната структура на Мин продължават да предизвикват проблеми. На 7 август 1461 г., китайският генерал Цао Цин, начело на войските си от монголски произход, организира преврат срещу императора, страхувайки се да не е следващия в императорския списък на тези, които са му помогнали в „Инцидента при портата“. Бунтовническите сили на Цао успяват да подпалят западната и източната порта на Имперския град (загасени от дъжда по време на битката) и убиват няколко министри, преди в крайна сметка въстанието да се окаже потушено. Цао е принуден да се самоубие.
Император Юнлъ организира пет големи офанзиви на север срещу монголите, но постоянната заплаха от монголски набези подтиква китайските власти в края на 15 век и през 16 век да укрепяват допълнително Великата китайска стена. Джон Кинг Феърбанк обаче отбелязва, че „това се оказва безуспешен военен жест, но ярко изразява манталитета на обсаден Китай.“. Все пак, трябва да се има предвид, че стената не е замислена като чисто отбранително съоръжение – кулите ѝ функционират по-скоро като редица от осветени стражеви постове и сигнални кули, които позволяват бързо предупреждение за настъпващите войски на врага.

### Упадък и падане от власт
Източването на хазната след Имджинската война в Корея срещу японците е само един от многобройните проблеми на мински Китай по време на император Уан Ли (управлявал от 1572 до 1620 г.). В началото на управлението си, Уан Ли се заобиколя със способни съветници и прави добросъвестни усилия да се справя с държавните дела. Неговият Велик секретар, Джан Юджен, изгражда ефективна мрежа от съюзи с висшите служители. Въпреки това, след него няма никой достатъчно квалифициран, който да запази стабилността на тези съюзи. Висшите служители скоро се обединяват в съперничещи си политически фракции. С течение на времето, Уан Ли изоставя придворните дела и честите политически спорове сред министрите, като предпочита да остане зад стените на Забранения град и извън полезрението на служителите си. Учените в двора губят влиянието си в администрацията, а евнусите стават посредници между стоящия настрана император и служителите му. Всеки високопоставен служител, който иска да обсъди държавни въпроси, трябва първо да убеди могъщите евнуси с подкуп, за да може неговите изисквания или съобщения просто да бъдат предадени на императора.

#### Роля на евнусите
Император Хуну забранява на евнусите да се учат да четат или да участват в политиката. Без значение дали тези ограничения са спазвани с успех или не по време на управлението му, евнусите при император Юнлъ и след него вече управляват огромни имперски работилници, заповядват на войските и участват при назначаването и повишаването на длъжностни лица. Те разработват своя собствена бюрокрация, която е организирана паралелно на държавната, но не ѝ е подчинена. Въпреки че по времето на Мин има няколко диктатори евнуси, като Уан Джън Уанг Жи и Лю Джин, прекомерната власт на евнусите не става очевидна чак до 90-те години на 16 век, когато император Уан Ли увеличава правата им над гражданската бюрокрация и им предоставя правомощия за събиране на провинциални данъци.
Евнухът Уей Дзюнсян (1568 – 1627) доминира в двора на император Джу Юдзяо (управлявал от 1620 до 1627 г.) и измъчва до смърт политическите си съперници, най-вече критиците от Дунлинското движение. Той заповядва да се построят храмове в негова чест в цялата империя, и изгражда лични дворци със средствата, отпуснати за изграждане на гробниците на императора. Приятелите и роднините му печелят важни позиции без квалификация. Уей също така публикува исторически труд, омаловажаващ политическите му опоненти. Политическата нестабилност в двора е съчетана с пик на природни бедствия, епидемии, бунтове и чужди нашествия. Въпреки че император Юдзян (управлявал от 1627 до 1644 г.) освобождава Уей от двора (което води до самоубийството на Уей скоро след това), проблемите с евнусите продължават до падането на династията по-малко от две десетилетия по-късно.

#### Икономическа катастрофа
През последните години на Уан Ли и тези на двамата му наследници се разраства икономическа криза, центрирана около внезапно разпространилата се липса на главното обменно средство на империята: среброто. Филип IV (Испания) започва ограничаването на незаконната контрабанда на метала от вицекралствата Нова Испания и Перу през Тихия океан към Китай, в полза на пренасянето на американското сребро до испанските пристанища. През 1639 г., новото управление на Япония (шогунатът Токугава) спира почти цялата си търговия с европейските сили, което води до пресъхването на още един източник на сребро за Китай. Тези събития, станали приблизително по същото време, причиняват драматичен скок в стойността на среброто и плащането на данъци се оказва почти невъзможно за повечето провинции. Хората започват презапасяване с благородния метал, предизвиквайки рязък спад в съотношението на стойността на медта към среброто. През 1630-те години, наниз от хиляда китайски медни монети е на стойност една унция сребро; към 1640 г. те са равни на половин унция, а през 1643 г. – на само една трета от унцията. За селяните това е икономическа катастрофа, тъй като те си плащат данъците в сребро, а търгуват и продават реколтата си в мед.
В началото на 17 век гладът също често се среща в северната част на Китай поради необичайно сухото и студено време. Това са ефекти от по-голям екологично събитие, понастоящем известно като „Малък ледников период“. Гладът, заедно с увеличените данъци, широко разпространеното дезертьорство сред военните, намаляващата система на облекчения (липса на натрупани запаси), природни бедствия като наводнения и неспособността на правителството да управлява предизвикват масова смърт сред населението и загуба на етични норми. Централната власт изпитва недостиг на ресурси и може да направи твърде малко, за да се смекчи последиците от бедствията. В Китай избухва и широко разпространена епидемия, която убива неизвестен, но относително голям брой хора. Правейки нещата още по-лоши, през 1556 г. се случва най-смъртоносното земетресение за всички времена – в провинция Шънси, при което загиват около 830 000 души.

#### Възход на манджурите
Джурченският племенен вожд Нурхаци (управлявал от 1616 до 1626 г.), който започва само с едно малко племе, бързо придобива контрол над всички манджурски племена. По време на японските нашествия в Корея през 1590-те години, той предлага да поведе своите племена в подкрепа на армиите на Мин и Чосон. Това предложение е отхвърлено, но за жеста му, той е удостоен с почетни титли от Мин. Осъзнавайки слабостта на китайците на север от границата им, той обединява всички прилежащи северни племена в района около родината си, както династията Джин (1115 – 1234) е правила това по-рано. През 1610 г. той прекъсва отношенията си с двора на Мин; през 1618 г. Нурхаци изиска данък от Мин като обезщетение за „Седемте оплаквания“, които е документирал и изпратил до двора на династията. Това всъщност е ефективно обявяване на война, тъй като Мин не са в състояние да плащат дан на бившия си васал.
През 1636 г. синът на Нурхаци, Гуан Тайджи, преименува династията от Късна Дзин на Велика Цин в Шенян, който е завладян от цинските сили през 1621 г. и е направен негова столица през 1625 г. Тайджи приема китайската императорска титла  хуангди и променя етническото име на народа си от джурчени на манджури. През 1638 г. манджурите побеждават и завладява традиционния съюзник на Мин – Чосон (Корея), с армия от 100 000 души. Малко след това, корейците се отказват от дълго поддържаната си лоялност към династията Мин.